# 다마군

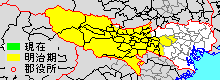
도쿄부·가나가와현 다마군

다마군(多摩郡)은 도쿄부, 가나가와현(무사시국)에 있던 군이다.

## 군역
소멸시의 군역은 도쿄도 나카노구·스기나미구와 다마 지역의 대부분(니시토쿄시 일부와 니시타마군 미즈호정의 일부를 제외), 세타가야구의 일부에 해당한다.

### 인접했던 군
- 도쿄부: 에바라군, 도시마군
- 가나가와현: 다치바나군, 쓰즈키군, 가마쿠라군, 고자군, 쓰쿠이군
- 사이타마현: 니쿠라군, 이루마군, 지치부군
- 야마나시현: 기타쓰루군

## 같이 보기
- 다마 지역
- 히가시타마군
- 니시타마군
- 미나미타마군
- 기타타마군